# Гідрогеологія Монголії
У гідрогеологічному відношенні територія Монголії є складною системою артезіанських басейнів, що займають міжгірські западини. Підземні води акумулюються переважно в зоні екзогенної тріщинуватості потужністю до 10-20 м на вододілах і до 100 м в основі схилів долин, а також в зонах тектонічної тріщинуватості, які простежуються до глиб. 200—300 м. Дебіти джерел — десяті і соті частки л/с, в закарстованих карбонатних породах — до 0,5 л/с, а в зонах розломів — до 50 л/с і більше. Дебіти свердловин не перевищують 1-2 л/с (в зонах розломів — 5 л/с). Мінералізація — 1-3 г/л. Зі збільшенням глибини залягання мінералізація води зростає, іноді до 100—125 г/л. Осн. водоносні горизонти, що широко використовуються для водопостачання, представлені алювіальними четвертинними відкладами. Дебіт свердловин до 100 л/с. Води прісні і слабкосолонуваті. Їх загальні експлуатаційні ресурси бл. 16 км3/рік, але розподілені дуже нерівномірно. Є прояви природних мінеральних вод, г.ч. азотних термальних і карбонатних холодних.